# John Dollond
John Dollond (21. června 1706 Londýn – 30. listopadu 1761 tamtéž) byl anglický optik, matematik a fyzik. Pocházel z rodiny hugenotských uprchlíků z Francie. Po otci zdědil dílnu na výrobu hedvábných látek, v roce 1750 spoluzaložil firmu Dollond & Aitchison, zabývající se výrobou optických přístrojů (od roku 2009 součást koncernu Boots Opticians). Roku 1757 uvedl na trh první achromát, vyrobený podle vynálezu Chestera Moore Halla. V roce 1758 mu byla udělena Copleyho medaile a v roce 1761 byl jmenován královským optikem. Jeho zetěm byl matematik Jesse Ramsden. Je po něm pojmenován kráter Dollond na Měsíci.